# Lethe procne
Lethe procne är en fjärilsart som beskrevs av John Henry Leech 1891. Lethe procne ingår i släktet Lethe och familjen praktfjärilar. Inga underarter finns listade i Catalogue of Life.